# 26 Proserpina
26 Proserpina eller 1935 KK är en asteroid upptäckt 5 maj 1853 av den tyske astronomen R. Luther i Düsseldorf.
Asteroiden har fått sitt namn efter Proserpina, underjordens gudinna inom romersk mytologi.
Olika studier har givit ganska olika resultat för vilken rotationstiden är för Proserpina: 6,67, 10,60, 13,06 och 13,13 timmar har föreslagits. Åtminstone två studier från 2008 stödjer en rotationstid på cirka 13,10 timmar.